# Jaume VI Appiani d'Aragona
Jaume VI Appiani d'Aragona (Piombino 1529 - Piombino 1585) fou fill de Jaume V Appiani d'Aragona. Fou príncep al Piombino, príncep del sacre imperi i senyor de Scarlino, Populonia, Suvereto, Buriano i de les illes d'Elba, Montecristo, Pianosa, Cerboli i Palmaiola el 1545 (16 anys) sota regència de la mare. Mantingué el títol de comte del sacre imperi. El Piombino fou ocupat del 25 de juny de 1549 al 1552 per Cosme I Medici de Florència, en mig de la guerra entre Florència i Espanya d'un costat, i França, Turquia i Siena de l'altra, i altre cop el 1552 al morir la regent Elena Salviati; en la lluita contra els espanyols els francesos i turcs aliats van atacar el principat el 1552. Florència, pel tractat de Londres del 20 de maig de 1557 va rebre Portoferraio (i Siena) però va renunciar al Piombino. Fou senyor d'Abbadia al Fango i Vignale des del 1559.
Va morir el 15 de maig de 1585. Es va casar a Gènova el 1547 amb Virgínia Fieschi filla d'Ettore Fieschi comte de Lavagna i Savignone, la qual va morir el 1597. Va tenir sis fills: Elena, Caterina (casada amb Nunzio Barboli comte de Montauto, morta el 1601), Victòria (casada amb Fabiano Ciocchi del Monte, comte de Monte San Savino, i en segones noces amb Ottavio Sanvitale comte de Fontanellato, morta el 1587), Francesc (mort abans del 1559), Lluïsa (monja) i Maria Caterina (monja) i tres fills naturals: Alexandre Appiani d'Aragona (natural legitimat), Joan conegut per Vanni (cavaller de Sant Esteve el 1592, i capità de galeres) i Alamà (Cavaller de Sant Esteve el 1594).